# Pluton Głuchoniemych
Il Pluton Głuchoniemych (in lingua italiana Plotone di sordi dell'esercito nazionale) era una sottodivisione militare dell'Armia Krajowa, l'esercito polacco anti-nazista, composta dalla comunità sorda polacca, dal 1940 al 1945.

## Storia
Nel 1941, l'Istituto per sordi e ciechi, Instytut Głuchoniemych w Warszawie, si trovava vicino alla Piazza delle Tre Croci, a Śródmieście ("centro città"), il quartiere nel centro della città di Varsavia, sotto l'occupazione della Germania nazista. L'insegnante di educazione fisica Wieslaw Jablonski (Łuszczyc) l'ha creato nascondendo un plotone di venti alunni sordi. Il gruppo di Wieslaw si unì allo Związek Walki Zbrojnej (ZWZ) che in seguito divenne l'Armia Krajowa. I polacchi sordi avevano prestato giuramento nella lingua dei segni polacca.
Il loro vantaggio era la carta d'identità che attestava l'infermità e uno striscione con la scritta Taubstumme (sordo). I tedeschi non controllavano i sordi perché, semplicemente, pensavano che i sordi non avrebbero mai osato attaccarli. Fin dall'inizio, questo plotone aveva svolto attività di guerriglia. Avevano distribuito la stampa clandestina. Alcune persone sorde si stavano allenando con Edmund Malinowski per sparare con le pistole.

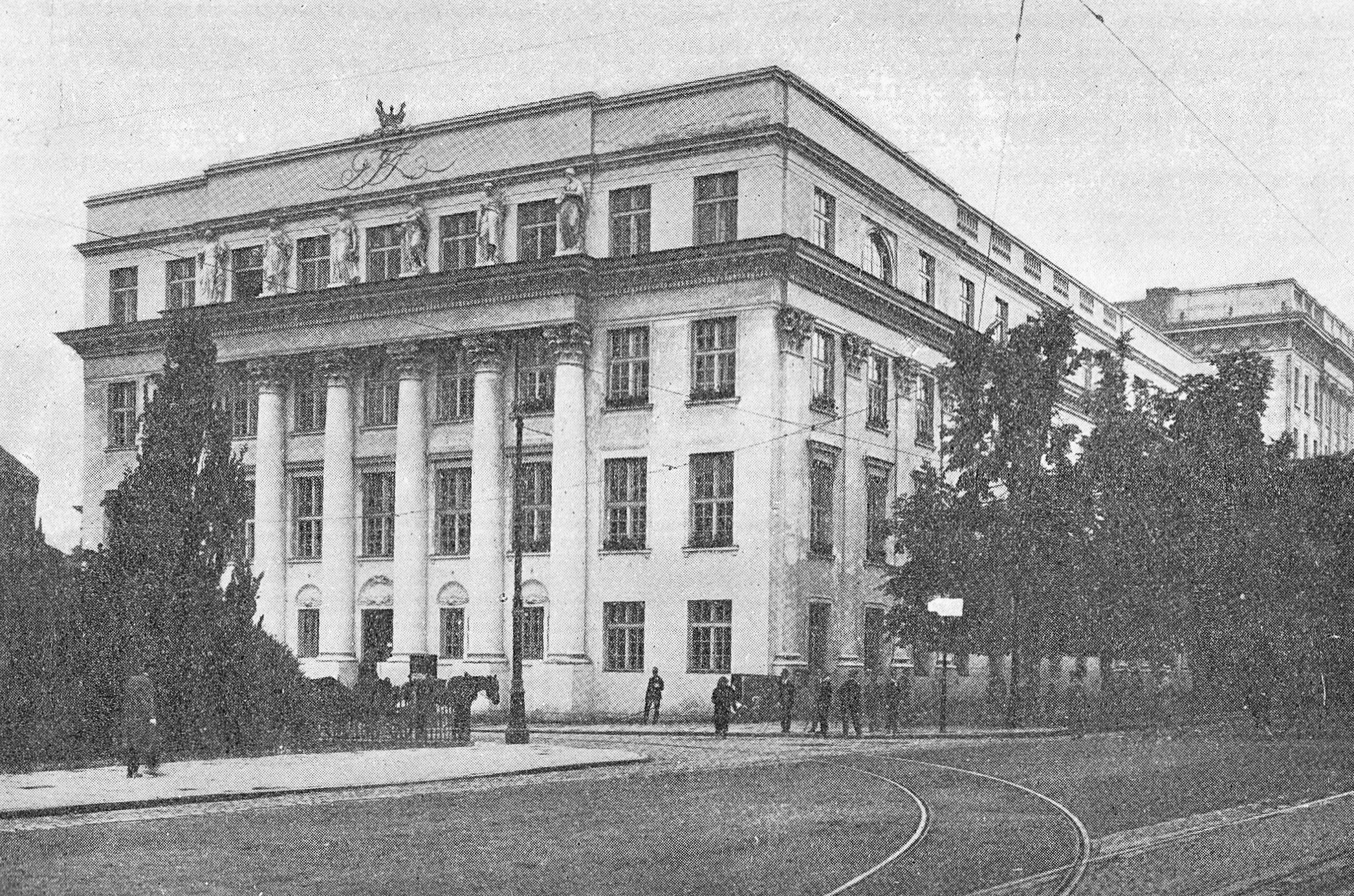
Il quartiere generale della resistenza prima del bombardamento

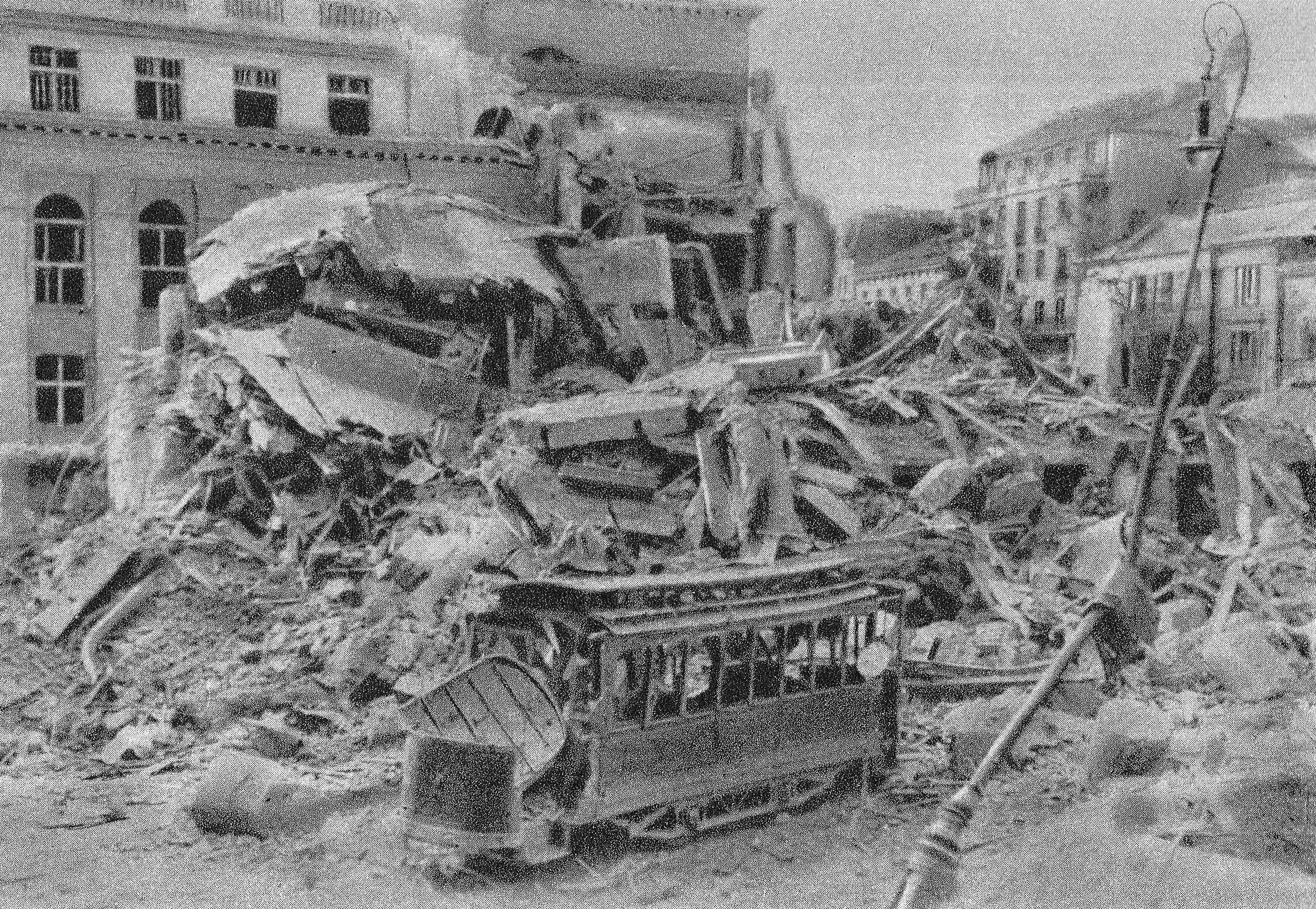
Il quartiere generale della resistenza dopop il bombardamento nel 1945

Nel 1944, le autorità polacche sotterranee volevano prendere il potere nella città di Varsavia e nel paese prima dell'arrivo dei sovietici a Varsavia. L'Armia Krajowa aveva deciso di portare avanti rivolte nella città di Varsavia.
Il 1º agosto del 1944 alle 17 circa, iniziò della rivolta di Varsavia, tutti i soldati del plotone erano presenti all'Istituto e il comandante all'epoca era Wieslaw Jablonski con Kazimierz Włostowski come vicecomandante sordo, con il grado di caporale. Successivamente, Edmund Malinowski ha assunto la guida di questo plotone di soldati sordi che contava circa 30 volontari. Come in altri rami dell'Armia Krajowa, mancavano le armi, il Pluto Głuchoniemych aveva solo poche granate.
In primo luogo, i polacchi sordi occupavano ruoli ausiliari: costruzione di barricate, rimozione di detriti, preparazione di cibo, passaggi sotterranei e guardia. Si sono uniti al fronte. Hanno partecipato alla presa della palestra regina Jadwiga.
L'8 agosto del 1944, due persone sorde, Stanisław Gajda "Gaj" e Henry Nasiłowski "Red", hanno notato diverse braccia tedesche appese alla finestra. Sono andati da dietro, li hanno uccisi a mani nude e hanno portato via diversi fucili mitragliatori. Hanno preso parte ad azioni nel centro della città, nella città vecchia e nel quartiere di Czerniaków.
Il 2 settembre del 1944, gli Stukas tedeschi (bombardieri in picchiata) attaccarono e distrussero edifici, tra cui il palestra regina Jadwiga. L'infermiera Celina Kiluk viene uccisa. Le resistenze polacche deli sordi testimoniano che i sordi non hanno paura di nulla, si impegnavano nelle missioni più pericolose. Secondo i membri della resistenza dei sordi polacchi, considervano un sesto senso perché i sordi prendono la direzione opposta rispetto a quella dell'udito durante l'attacco di Stuka e non si notavano morti tra i sordi.
Dopo la resa, il 2 ottobre del 1944, nove combattenti della resistenza sordi e il comandante furono catturati, inviati al campo di Sandbostel in Germania, e gli altri fuggirono dalla città con la popolazione civile.
Secondo Edward Gora, non ci sono sordi tra gli uccisi ma abbiamo l'infermiera Celina Kiluk uccisa, non sappiamo se fosse udente o sorda. Abbiamo anche nove persone sorde catturate dall'esercito nazista.
L'11 novembre del 2007, il 63º anniversario della rivolta di Varsavia, il presidente polacco Lech Kaczyński ha assegnato le medaglie dell'Ordine della Polonia restituta agli eroi sordi di questo plotone.

## Volontari

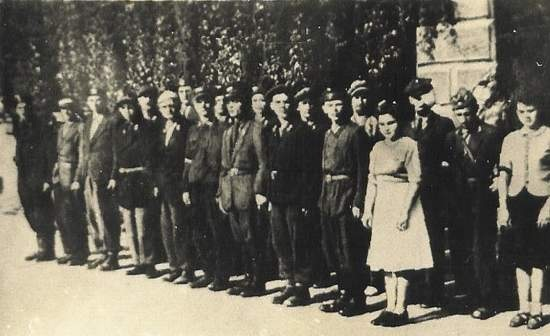
I volontari sordi della resistenza polacca del 1944

### Volontari sordi polacchi
- Kazimierz Włostowski (comandante del plotone dei sordi)
- Włodzimierz Anders
- Władysław Bednarzewski
- Janusz Jerzy Bedyński
- Stanisław Cepek
- Bolesław Chruściel
- Stefan Czarniecki
- Tadeusz Grzegorzewski
- Jan Klimczewski
- Henryk Konrad
- Mieczyslaw Lubomski (il più anziano del gruppo di plotone, 56 anni)

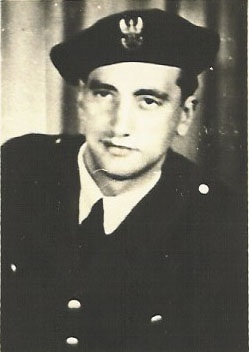
Il volontario sordo della resistenza polacca Jerzy Obrycki

- Jan Maciejczyk
- Józef Migalski

- Jerzy Obrycki
- Henryk Ostachiewicz
- Henryk Sadomski
- Jan Sopyło
- Kazimierz Sułowski
- Wacław Szyszkowski
- Henryk Wasiłowski
- Wacław Witkowski

### i volontari sordi nella rivolta di Varsavia
- Wacław Bałdecki
- Alojzy Bednarski
- Marian Falencki
- Stanisław Gajda
- Mikołaj Kozyriew (soldato sovietico dell'Armata Rossa)
- Zygmunt Lechman
- Zofia Purska (infermiera)
- Witold Sawicki (il più giovane del plotone, 15 anni)
- Tadeusz Słojkowski
- Jadwiga Stec (infermiera)
- Franciszek Zonenberg
- Zdzisław Zwierzchoniewski
- Edward Gora
- Jan Goruch
- Karol Stefaniak

### Le persone udenti in questo gruppo
- Franciszka Burska (dottore dell'Istituto per sordi e ciechi)
- Wiesław Jabłoński Łuszczyc (insegnante di educazione fisica)
- Helena Klingenberg (infermiera)
- Jan Kuczyński
- Edmund Malinowski (insegnante e comandante del plotone dei sordi)